# كليمنت أوفالي
كليمنت أوفالي (بالإسبانية: Clemente Ovalle)‏ (5 أكتوبر 1982 بمونتيري في المكسيك - ) هو لاعب كرة قدم مكسيكي في مركزي الوسط والدفاع. لعب مع أتلانتي إف سي ونادي مونتيري وVenados F.C. ‏.